# Bradley Barcola
Bradley Barcola (Villeurbanne, 2002. szeptember 2. –) francia válogatott labdarúgó, a Paris Saint-Germain játékosa.
Testvére, Malcolm Barcola Togói válogatott labdarúgó.

## Pályafutása

### Klubcsapatokban
Az AS Buers Villeurbanne csapatában kezdett megismerkedni a labdarúgás alapjaival, majd 2010-ben csatlakozott az Olympique Lyon akadémiájához. 2021 januárjában junior szerződést kötött a klubbal. 2021 szeptemberében profi szerződést kötött vele a Lyon 2024. június 30-ig. 2021. november 4-én mutatkozott be a felnőttek között a cseh Sparta Praha elleni Európa-liga csoportkörben Rayan Cherki cseréjeként. A 3–0-ra megnyert mérkőzésen gólpasszt adott Randal Kolo Muaninak.
2023. augusztus 31-én 45 millió euróért, öt évre szerződtette a Paris Saint-Germain. A 29-es mezszámot kapta meg. Szeptember 3-án csereként mutatkozott be volt klubja, az Olympique Lyon ellen 4–1-re megnyert bajnoki találkozón. December 9-én megszerezte első gólját a bajnokságban a Nantes ellen. 2024. február 14-én első UEFA-bajnokok ligája gólját szerezte meg a spanyol Real Sociedad ellen.

### A válogatottban
Többszörös korosztályos válogatott, annak ellenére, hogy apja togói származású. A 2023-as U21-es labdarúgó-Európa-bajnokságon négy találkozón két gólpasszt jegyzett, valamint ugyanennyi gólt is szerzett. 2024. május 16-án bekerült a 2024-es labdarúgó-Európa-bajnokságra utazó 25 fős keretbe, annak ellenére hogy felnőtt szinten még nem lépett pályára a nemzeti csapatban.

## Sikerei, díjai
- Paris Saint-Germain
  - Francia bajnok: 2023–24[18]
  - Francia kupa: 2023–24[19]
  - Francia szuperkupa: 2023[20]